# Jacobus Antonius Heeren
Jacobus Antonius Heeren (Bolduque, 15 de enero de 1775 - 22 de octubre de 1859), fue un sacerdote católico holandés, director espiritual y cofundador de las Hermanas de la Caridad, Hijas de María y José.

## Biografía
Jacobus Antonius Heeren nació en Bolduque, en la provincia de Brabante Septentrional (Países Bajos), el 15 de enero de 1775. Sus padres fueron Godofredus Heeren y Johanna Maria van Gogh. Estudió filosofía y teología en la Universidad de Lovaina y fue ordenado sacerdote en 1799. Sus primeros años de presbiterado los ejerció como capellán de la parroquia de parroquia de Santiago en Bolduque. Siendo confesor de Anna van Hees, le aconsejó unir un grupo de jóvenes deseosas de ayudar a los niños abandonados o huérfanos, luego de las guerras de la Revolución francesa. El 7 de julio de 1820 fundaron la Congregación de Hermanas de la Caridad, Hijas de María y José, en Bolduque.
Luego de la fundación del instituto, Heeren fue nombrado párroco en Oirschot. Al morir la fundadora y superiora de la congregación en 1825, Heeren fue nombrado el director general. Durante este cargo, el fundador logró la aprobación pontificia del instituto en 1850, escribió nuevas constituciones, les colocó por lema ómnibus charitas y agregó un cuarto voto, hacer las obras de caridad según el espíritu de san Vicente de Paúl. Heeren murió el 22 de octubre de 1859.